# Eleição para mesa diretora da Câmara dos Deputados do Brasil em 2007
A eleição para a Mesa Diretora da Câmara dos Deputados do Brasil em 2007, ocorrida em 1 de fevereiro de 2007, elegeu Arlindo Chinaglia (PT) em segundo turno, como Presidente da Câmara dos Deputados do Brasil para o biênio 2007-2009. De acordo com a Constituição brasileira, o presidente da Câmara dos Deputados é o segundo na linha de sucessão da presidência da República (o primeiro é o vice-presidente).
O primeiro turno contou com três candidatos disputando a presidência da Câmara. Arlindo Chinaglia (PT-SP), que recebeu 236 votos, Aldo Rebelo (PCdoB-SP) que obteve 175 votos e Gustavo Fruet (PSDB-PR), que obteve 98 votos. Apoiado por um bloco de 8 partidos (PMDB, PT, PP, PR, PTB, PSC, PSC, PTC,PTdoB), Chinaglia foi eleito no segundo turno com 261 votos contra 243 de Aldo Rebelo.
Presidência: Arlindo Chinaglia (PT-SP)
1ª Vice-Presidência: Nárcio Rodrigues (PSDB-MG)
2ª Vice-Presidência: Inocêncio Oliveira (PR-PE)
1ª Secretaria: Osmar Serraglio (PMDB-PR)
2ª Secretaria: Ciro Nogueira (PP-PI)
3ª Secretaria: Waldemir Moka (PMDB-MS)
4ª Secretaria: José Carlos Machado (PFL-SE)
Suplentes de secretário:
1ª suplência: Arnon Bezerra (PTB-CE)
2ª suplência: Manato (PDT-ES)
3ª suplência: Alexandre Silveira (PPS-MG)
4ª suplência: Deley (PSC-RJ)

## Eleição

### Primeiro turno
| Candidatos | Candidatos             | Votos | Porcentagem |
| ---------- | ---------------------- | ----- | ----------- |
|            | Arlindo Chinaglia (PT) | 236   | 46,36%      |
|            | Aldo Rebelo (PCdoB)    | 175   | 34,38%      |
|            | Gustavo Fruet (PSDB)   | 98    | 19,26%      |

### Segundo turno
| Candidatos  | Candidatos             | Votos | Porcentagem |
| ----------- | ---------------------- | ----- | ----------- |
|             | Arlindo Chinaglia (PT) | 261   | 51,78%      |
|             | Aldo Rebelo (PCdoB)    | 243   | 48,22%      |
| Total       | Total                  | 504   | 100%        |
| Em branco   |                        |       |             |
| Não votaram |                        |       |             |